# Ferruccio Corradetti
Ferruccio Corradetti (San Severino Marche, 21 febbraio 1867 – New York, 19 giugno 1939) è stato un baritono italiano.

## Biografia
Trasferitosi giovanissimo a Roma per ragioni di studio, militò nel Partito Repubblicano e fu più volte arrestato per attacchi alla corruzione della Pubblica amministrazione. Scappò brevemente in Francia per sfuggire all'ennesimo arresto, per poi far ritorno in patria e sottoporsi a processo (venendo poi assolto).
Esordì verso la fine del XIX secolo al Teatro Quirino di Roma con Il campanello di Gaetano Donizetti. Ebbe una lunga carriera di gran successo, calcando i palcoscenici in Europa, America latina e Stati Uniti, dove dopo il 1913 si trasferì per proseguire la sua carriera di cantante.
Morì il 19 giugno 1939: convalescente da una polmonite, ebbe un malore al termine di una prova della parte del Conte di Luna ne Il trovatore. È sepolto nel Calvary Cemetery di New York.

## Repertorio
- Daniel Auber
  - Fra Diavolo (Lord Rochburg)
- Vincenzo Bellini
  - I puritani (Sir Riccardo Forth)
- Francesco Cilea
  - Adriana Lecouvreur (Michonnet)
- Gaetano Donizetti
  - L'elisir d'amore (Belcore)
  - Il campanello (Enrico)
  - Linda di Chamounix (Marchese di Boisfleury)
  - Don Pasquale (Dottor Malatesta)
- Umberto Giordano
  - Fedora (Conte de Siriex)
- Ruggero Leoncavallo
  - Pagliacci (Tonio)
- Filippo Marchetti
  - Ruy Blas (Don Sallustio)
- Pietro Mascagni
  - Cavalleria rusticana (Compare Alfio)
  - L'amico Fritz (David)
  - Guglielmo Ratcliff (Douglas)
  - Le maschere (Tartaglia)
- Jules Massenet
  - Cenerentola (Pandolfo)
- Giacomo Meyerbeer
  - Gli ugonotti (Conte di Nevers)
- Wolfgang Amadeus Mozart
  - Le nozze di Figaro (Conte d'Almaviva)
  - Don Giovanni (Don Giovanni)
- Giacomo Puccini
  - La bohème (Marcello)
  - La fanciulla del West (Sonora; Larkens)
- Luigi e Federico Ricci
  - Crispino e la comare (Fabrizio)
- Gioachino Rossini
  - Il barbiere di Siviglia (Figaro)
- Giuseppe Verdi
  - Ernani (Don Carlo d'Asburgo)
  - Rigoletto (Rigoletto)
  - Il trovatore (Conte di Luna)
  - La traviata (Giorgio Germont)
  - Un ballo in maschera (Renato)
  - Otello (Jago)